# Snoopy
Snoopy è uno dei personaggi principali della striscia a fumetti Peanuts, creata da Charles M. Schulz. È un cane di proprietà di Charlie Brown, ma con molte caratteristiche antropomorfe.

## Caratteristiche
Snoopy fa la sua prima apparizione nella striscia il 4 ottobre 1950, due giorni dopo la nascita della serie. Debutta come un cane normale, ma col tempo comincia a camminare in posizione eretta e ad assumere comportamenti sempre più antropomorfi, nonostante l'impossibilità di comunicare verbalmente con gli esseri umani.
Sì è dimostrato un personaggio molto versatile, data la sua abitudine di interpretare i più svariati personaggi: aviatore della Prima guerra mondiale, scrittore, capitano della legione straniera, grande avvocato, Joe Falchetto, capo scout e molti altri ancora. Ciononostante, il momento più importante della giornata resta per lui quello in cui il padrone gli porta la cena.
Il termine originale utilizzato dall'autore per riferirsi alla razza di Snoopy è beagle, tradotto in italiano con il termine "bracchetto", sinonimo di beagle.

## Fratelli
Snoopy ha alcuni fratelli e sorelle (Spike, Pallino, Belle, Andy, Olaf) che appaiono di tanto in tanto nella striscia. Il più caratterizzato è Spike, che è magrissimo, vive nel deserto e spesso cerca di dialogare con un cactus. Nel cortometraggio La riunione di Snoopy appaiono anche due ulteriori fratelli: Molly e Rover.

## Nella cultura di massa
- Dopo l'incendio dell'Apollo 1, Snoopy è diventato la mascotte ufficiale della sicurezza aerospaziale, delle prove e della ricostruzione del Programma Apollo.
- Il modulo lunare dell'Apollo 10 è stato chiamato "Snoopy" e il modulo di comando "Charlie Brown". Anche se non incluso nel logo ufficiale della missione, Charlie Brown e Snoopy erano diventate le mascotte semi-ufficiali per la missione.[4]
- Il Silver Snoopy award è uno speciale premio NASA, sotto forma di una spilla d'argento con un'incisione di Snoopy con un casco spaziale. Viene dato da un astronauta a un membro del programma spaziale che è andato oltre i suoi compiti in termini di qualità e sicurezza.[5]
- Snoopy è il nome di un bombardiere United States Air Force Convair B-58 Hustler, con il numero di serie 55-0665, che è stato modificato per testare un sistema radar.[6]
- Il 2 novembre 2015, Snoopy ha ottenuto una stella sulla Hollywood Walk of Fame, come già era successo al suo autore Charles M. Schulz.